# Fresno Flames
Los Fresno Flames (Llamas de Fresno) fueron un equipo de baloncesto estadounidense con sede en Fresno, California, que compitieron en la World Basketball League una temporada, en 1988. Disputaban sus partidos como local en el Selland Arena, pabellón con capacidad para 10.220 espectadores.

## Historia
Los Flames se fundaron en 1987, cuando la liga iba a denominarse International Basketball Association, pero no fue hasta el año siguiente cuando empezaron a competir. En su única participación en la competición, acabaron quintos de seis equipos, con un balance de 25 victorias y 29 derrotas. Su principal jugador fue Scott Brooks, que posteriormente jugaría 10 temporadas en la NBA, convirtiéndose al final de su carrera en entrenador, ganando el galardón de Entrenador del Año de la NBA en 2010 dirigiendo a los Oklahoma City Thunder.
El propietario del equipo reconoció al finalizar la temporada que había perdido un millón de dólares, y dado que apenas se habían vendido 100 abonos para la siguiente campaña, decidió disolver la franquicia.

## Temporadas
| Temporada | Liga | Denominación  | G  | P  | %    | Puesto | Play-off |
| --------- | ---- | ------------- | -- | -- | ---- | ------ | -------- |
| 1988      | WBL  | Fresno Flames | 25 | 29 | 46,3 | 5º     | -        |

## Jugadores destacados
- Del Beshore
- Scott Brooks
- Kenny Natt